# Dendrobium bigibbum
Dendrobium bigibbum Lindl., znany także pod nazwą Dendrobium phalaenopsis – gatunek rośliny należący do rodziny storczykowatych (Orchidaceae). Występuje w Australii i Nowej Gwinei. Jest uprawiany w wielu krajach świata jako roślina ozdobna, w Polsce jako roślina pokojowa. Jest symbolem stanu Queensland w Australii.

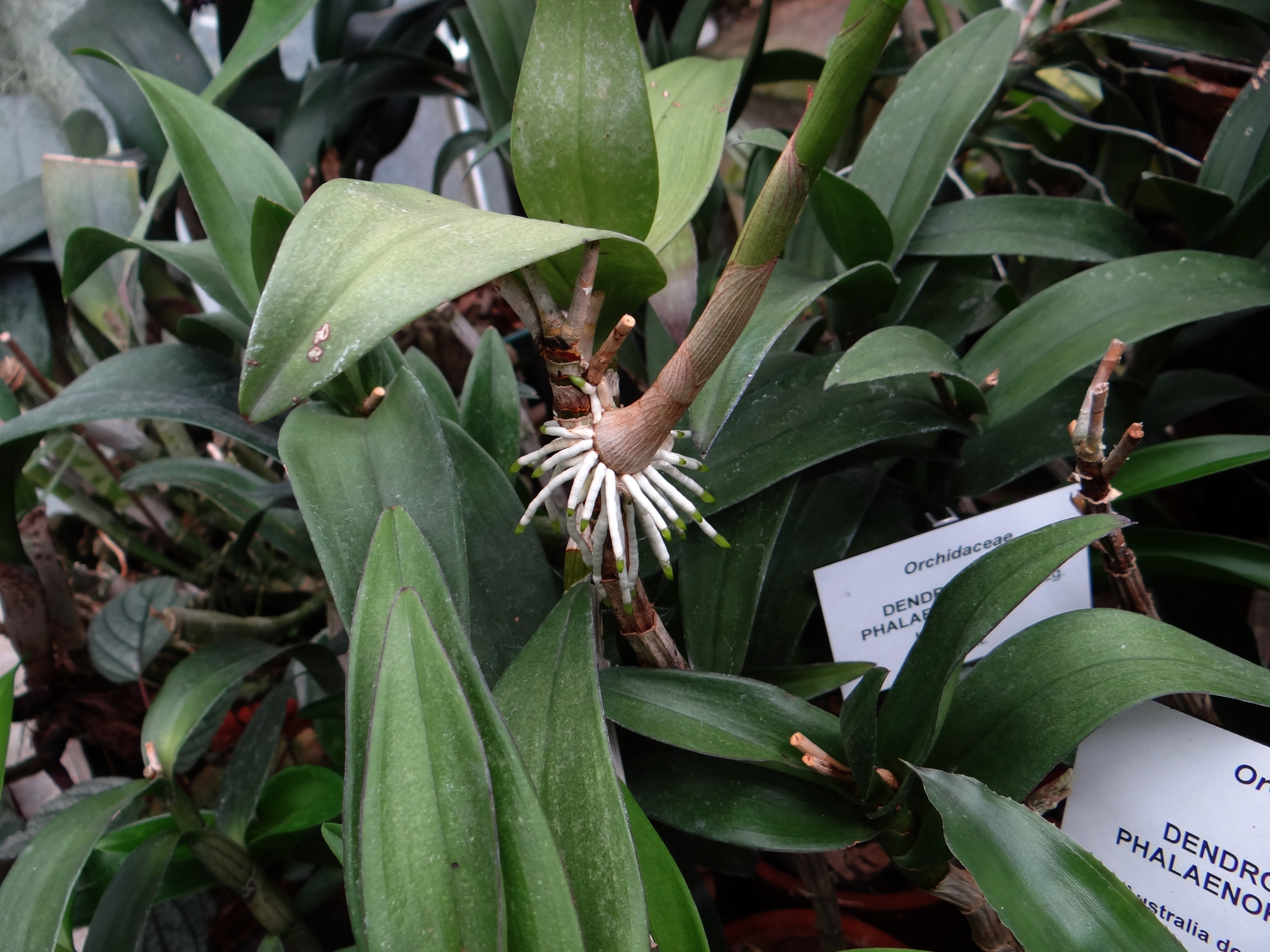
Pędy z liśćmi

## Morfologia i biologia
W swojej ojczyźnie jest to średniej lub dużej wielkości epifit lub litofit. Rośnie na półpustyniach, na wysokości do 400 m n.p.m., w miejscach słonecznych. Osiąga wysokość do 3 m. Tworzy na przekroju poprzecznym cylindryczne pseudobulwy o barwie zielonej, lub czerwonawo nabiegłej. Liście pojedyncze, ciemnozielone, szablowate, ostro zakończone, czasami purpurowo obrzeżone. Ich liczba wynosi zazwyczaj 3–5, rzadko do 12. W węzłach pseudobulwy, w pobliżu jej wierzchołka, od lata do zimy wyrastają kwiaty zebrane w grona po 2–20 sztuk. Długość grona kwiatowego wraz z łodygą kwiatową sięga do 40 cm. Kwiaty mają średnicę do 5 cm i kolor od białego przez różowy i lawendowy po fioletowy.
Uprawiany w mieszkaniach w Polsce nie przekracza wysokości 1,2 m. Ulistniona jest tylko górna część łodygi, Często dolna część łodygi obumiera, ale wówczas roślina może wytworzyć nowy pęd na wierzchołku. Liście żyją 2 lata. Co roku roślina tworzy 1-4 kwiatostany. Mogą one wyrastać nawet na łodydze bezlistnej.

## Uprawa
Potrzebuje dużo światła, więc roślina powinna stać przy południowym oknie. Najlepiej rośnie w doniczce w ciężkiej, glinianej lub kamionkowej donicy. Konieczne jest wykonanie w niej dobrego drenażu, najlepiej z korka lub kory sosnowej. Jest to epifit, należy więc zamocować roślinę na korku lub kawałku drzewiastej paproci, pędy podeprzeć podpórkami, lub podwiesić na sznurkach. Wymaga dużej wilgotność, w lecie należy podlewać codziennie, a gdy jest sucho i upalnie całą roślinę spryskiwać wodą (zamgławiać). W zimie podlewamy rzadziej, tak, by ziemia nieco przeschła, ale należy roślinę systematycznie zraszać wodą.